# 阿富汗國家板球隊
阿富汗國家板球隊（普什圖語：‎，波斯語：‎）是一支代表阿富汗参加国际板球比赛的男子國家板球隊。 
板球运动从19世纪中叶就开始在阿富汗流行，阿富汗已知的最早的板球比賽是1839年英國陸軍在喀布尔進行的一场比赛。1990年代，板球在居住在巴基斯坦的阿富汗难民中流行起来。塔利班第一次統治阿富汗時期一度禁止包括板球在內的所有體育运动，不過在2000年，塔利班讓板球成為阿富汗境內唯一合法的運動。阿富汗板球委员会成立于1995年，分別於2001年和2003年成为國際板球理事會（ICC）和亚洲板球理事会（ACC）的成员。2001年開始，阿富汗板球隊開始出國參加比賽。由於阿富汗板球隊有著近十年的国际板球比赛經驗，2017年6月22日，在伦敦举行的ICC会议上，阿富汗获得了完整的ICC会员资格，這意味著阿富汗也获得了參加板球對抗賽的資格。